# Oktiabrski (Sverdlovsk)
|  | Per a altres significats, vegeu «Oktiabrski». |

Oktiabrski (en rus: Октябрьский) és un poble (un possiólok) de l'óblast de Sverdlovsk, a Rússia, segons el cens del 2010 tenia 127 habitants.